# Harvard Square Centre
El Harvard Square Centre es un edificio ubicado en 1344-1346 Broadway Street en el Downtown de Detroit, Míchigan, dentro del Distrito Histórico de Broadway Avenue. 

## Historia
Fue diseñado por "el decano de los arquitectos de Detroit", George D. Mason. Fue construido en 1925 para la Sra. Hugo Scherer y estaba listo para ocupar a principios de mayo de 1926.  Fue construido junto al neorrenacentista Merchants Building (1922).
Actualmente no se utiliza. Los planes actuales para el edificio requieren una renovación que incluirá 21 apartamentos tipo loft. Heritage National Investment ha propuesto convertir el edificio en 21 apartamentos tipo loft residenciales. En 2017 fue adquirido por el magnate Dan Gilbert junto con el Buhl Buiding y su edificio de parqueaderos.

## Arquitectura
Tiene 12 pisos de altura. Fue diseñado en el estilo arquitectónico Beaux-Arts con elementos románico italiano. Tiene una estructura de hormigón y acero y está revestido en terracota ante. La alta y estrecha fachada está poco alterada y muestra una rica decoración. Sobre la calle, al nivel del entresuelo, presenta mármol multicolor en tonos malva. En los pisos superiores se caracteriza por tres hileras verticales de ventanas emparejadas. Flanqueadas por pilastras, estas se elevan desde el piso 4 hasta el 11. Las hileras están rematadas por arcos que brotan de los capiteles inferiores, y estos por un frontón rebajado.